# Affaire Jacques Bouthier
Pour les articles homonymes, voir Bouthier.
Le texte peut changer fréquemment, n’est peut-être pas à jour et peut manquer de recul. 
Le titre et la description de l'acte concerné reposent sur la qualification juridique retenue lors de la rédaction de l'article et peuvent évoluer en même temps que celle-ci.
L'affaire Jacques Bouthier est une affaire judiciaire concernant un homme d'affaires français, mis en examen depuis mai 2022 pour viols, agressions sexuelles, proxénétisme, notamment sur mineures en France et au Maroc, ainsi que pour possession de vidéos pédopornographiques, abus de biens sociaux, recel et blanchiment d'argent en bande organisée.

## Jacques Bouthier

### Biographie
Jacques Bouthier nait le 10 mars 1947 dans le 10e arrondissement de Paris,. Autodidacte, il ne fait pas d'études. Il débute en travaillant dans une société vendant et acheminant du pétrole. À 28 ans, il fonde et dirige Assu 2000. Les débuts sont très modestes, l'entreprise est logée dans un bungalow à Rosny-sous-Bois. Mais le développement est ensuite fulgurant. En 2017, il achète le réseau Vousfinancer et devient courtier en crédits bancaires. En janvier 2022, le groupe prend le nom de « Groupe Vilavi ».
Jacques Bouthier est l’un des premiers courtiers en assurance et aussi, depuis 2005, l’une des 500 premières fortunes de France. Il possède de nombreuses entreprises, notamment autour de la vente d'assurance-vie. En 2020, son patrimoine s'élève à 160 millions d'euros.

### Fortune
Sa fortune est évaluée par le magazine Challenges à 100 millions d'euros en 2007, évaluation qui descend à 60 millions en 2009 pour être à son maximum en 2019 à 170 millions, cette année-là il occupe la 467e place du classement des Français fortunés. En 2020, elle est de 160 millions et il occupe la 487e place.
Cette fortune est principalement constituée par la détention de 90 % d'Assu 2000 et par des prises de positions dans le courtage de crédits immobiliers, activité dans laquelle il a commencé à se diversifier en 2015.

## Affaire de viols, agressions sexuelles, notamment sur mineures

### Déclenchement de la première enquête en mai 2022
Le 15 mars 2022, une femme de 22 ans vient déposer plainte au commissariat du 19e arrondissement de Paris. Elle accuse Jacques Bouthier de viols depuis 2016. Celui-ci l'aurait rendue captive dans un de ses appartements dans la région parisienne. Âgée de 16 ans et SDF lors de leur prise de contact, la femme aurait été séquestrée dans un appartement de Noisy-le-Sec.
Jacques Bouthier est incarcéré et mis en examen le 21 mai 2022, avec cinq autres personnes, dans une enquête pour « traite d'êtres humains mineurs, viols sur mineurs et participation à une association de malfaiteurs en vue de commettre un enlèvement ou une séquestration en bande organisée ». Il aurait également entraîné de force la première plaignante dans des soirées libertines en région parisienne. Devenue trop âgée à ses yeux, elle aurait été missionnée pour trouver une nouvelle jeune femme. Une fille roumaine de 14 ans, qui vivait dans un squat l'aurait donc remplacée. La plaignante aurait réussi à les filmer tous les deux au lit, puis aurait confié la vidéo aux enquêteurs. La vidéo dure à peine plus d'une minute mais semble très compromettante. Jacques Bouthier aurait tenté de monter une équipe afin de récupérer la vidéo, d'enlever la jeune femme et l'évacuer hors de France. Cette équipe comprendrait « plusieurs policiers ou ex-policiers », selon Le Monde, plusieurs personnes, selon Ouest-France : « sa femme, deux employés de sa compagnie, une jeune femme proche de la plaignante, ainsi qu’un ancien gendarme membre du GIGN ».

### Un système rodé et massif de prédation sexuelle, prostitution, séquestration et pédocriminalité?
Durant plusieurs années, sept jeunes femmes, mineures ou jeunes majeures, auraient été également retenues dans l’appartement et auraient constitué des esclaves sexuelles pour Jacques Bouthier qui aurait mis en place un système global de prédation sexuelle, notamment incluant des prédations lors de ses voyages au Maroc,. Les policiers auraient notamment découvert chez lui des fichiers pédopornographiques. Les investigations menées par la police française visent désormais à mesurer l’étendue d’un possible système de traite d’êtres humains.
Plusieurs jeunes filles semblent s'être succédé dans son appartement prévu pour les relations sexuelles avec les captives. Il aurait proposé 4 000 euros à l'une d'elles pour qu'elle lui offre sa virginité ; Jacques Bouthier semblait même intéressé pour recruter de très jeunes filles : « 8-11 ans. Jusqu’à 14 ans, pas plus », d'après une des captives.

### Un harcèlement sexuel systématique dans l'entreprise?
De nombreuses personnes témoignent des agissements et agressions sexistes de Jacques Bouthier pendant des années. Sa réputation était connue : « volage, graveleux, adepte du droit de cuissage ». Les femmes de son entreprise auraient ainsi été constamment harcelées, et auraient travaillé dans un climat de terreur. Témoignages et plaintes s'accumulent, et semblent démontrer un harcèlement sexuel global. Ces agissements auraient malheureusement été connus de nombreuses personnes de l'entreprise, à tous niveaux de responsabilité, qui n'auraient rien dit, Jacques Bouthier étant, selon une employée, « couvert à tous les niveaux de la hiérarchie ». Le 7 juin 2022, deux nouveaux témoignages évoquent l'ampleur des harcèlements et un « système Bouthier ».

### Implications au Maroc
Plusieurs plaintes se succèdent au Maroc, et notamment à Tanger, et évoquent un comportement et un système toxique et néocolonial. Le 5 juin, l’Association marocaine des droits des victimes (AMDV) lance un appel aux victimes. Six jeunes femmes décident alors de déposer plainte contre le patron français et douze salariés du groupe Vilavi. Le 17 juin, quatre jeunes Marocaines dénoncent leur licenciement qu'elles jugent abusif après avoir refusé de « céder au harcèlement et au chantage » de Jacques Bouthier « et de ses complices parmi les responsables » de l'entreprise, entre 2018 et 2022, dans un contexte personnel de précarité sociale. Elles portent plainte pour « traite d’êtres humains, harcèlement sexuel et violences verbales et morales », notamment dans plusieurs médias marocains dès le mois de mai 2022,,. Ces victimes présumées déclarent fin juin subir une campagne d'intimidation et de dénigrement, notamment de la part de responsables de l'entreprise. L'affaire révèle le harcèlement sexuel subi par de nombreuses jeunes femmes travaillant au centre d’appels. Six collaborateurs de Jacques Bouthier sont traduits début juillet devant un juge d'instruction au Maroc à la suite de ces plaintes. Ils sont accusés d'avoir recruté et « préparé psychologiquement des filles pour la venue » de Jacques Bouthier. Cinq d'entre eux sont placés en détention. Le 17 juillet, deux nouveaux hommes sont mis en examen pour des accusations de « traite humaine » et « harcèlement sexuel ».
Mi-août, les avocats saisissent le juge d’instruction de Tanger dans l'objectif d'enclencher une commission rogatoire en France sur un plan pénal.
L'écrivain Tahar Ben Jelloun écrit « On se croirait dans la jungle où ce type se comportait en prédateur, pensant qu’il pouvait tout faire dans un pays dont il méprisait les lois et la justice ».
En avril 2023, huit employés comparaissent devant la chambre criminelle du tribunal de Tanger pour des faits reprochés de traite d'êtres humains. Certains accusés sont en fuite.
En juillet 2023, la justice du Maroc annonce qu'elle va diligenter une commission rogatoire en France dans le cadre du scandale sexuel impliquant Jacques Bouthier et plusieurs de ses collaborateurs au Maroc.
En juillet 2024, la justice marocaine condamne huit collaborateurs de l’ancien PDG, six Marocains dont deux femmes, et deux Français. Une accusée est condamnée à 10 ans de prison ferme, six autres accusés à quatre ans de prison chacun pour « traite d’êtres humains », « harcèlement sexuel » et « non dénonciation de crimes tentés ou consommés ». Les huit accusés sont également condamnés à verser un dédommagement de 100.000 dirhams (plus de 9.300 euros) à chacune des six plaignantes qui s’étaient constituées partie civile.

### Complicités en France
Bouthier se vante d'avoir de nombreuses relations dans la police. Le 7 juillet, deux nouvelles personnes, un policier et un ex-boxeur reconverti dans la sécurité, sont mises en examen dans le cadre de cette première enquête, soupçonnés d’avoir couvert l’affaire de viol. Cela porte à huit le nombre de personnes mises en examen dans cette enquête : plusieurs policiers ou ex-policiers, un ancien du GIGN, un ex-boxeur,. En avril 2023, deux autres policiers sont mis en examen, soupçonnés d’avoir fait pression sur la principale plaignante pour qu'elle modifie son témoignage.

### Deuxième enquête: affaire financière
Le 12 juin 2022, en lien avec les accusations précédentes, le parquet de Paris ouvre une nouvelle enquête sur d'éventuels abus de biens sociaux, recel et blanchiment en bande organisée. Il souhaite notamment vérifier si Jacques Bouthier a utilisé les fonds de sa société pour financer ses activités criminelles telles que « louer des appartements dans lesquels il hébergeait les jeunes femmes qui l’accusent de viol ».

### Troisième enquête: harcèlement sexuel
Le 29 juin, le parquet de Paris ouvre une nouvelle enquête confiée à la Brigade de répression contre la délinquance aux personnes (BRDP) à la suite du dépôt de deux plaintes dénonçant un harcèlement sexuel les 28 et 30 mai.

### Audition de la femme de Jacques Bouthier
Début novembre, sont révélés les contenus de l'audition de Farida, franco-algérienne, qui est l’épouse de Jacques Bouthier, entendue par la juge d’instruction le 11 juillet 2022. Elle-même mise en cause et placée en détention provisoire pendant quatre mois, pour cette affaire et puis remise en liberté sous contrôle judiciaire en septembre. Elle déclare notamment de lui : « C'est un grand malade » et « C'est une ordure » ainsi qu'« un cinglé, un détraqué sexuel ». Elle déclare avoir eu connaissance de ses infidélités, mais pas de ses penchants pédocriminels.

### Audition de Jacques Bouthier
Le 28 juillet 2022, il déclare à la juge « Je me suis comporté normalement », évoque un complot et révèle des envies suicidaires. Des relevés de conversations antérieures à son arrestation sont accablants. Il déclare notamment : « Je vais m'en faire livrer une ici, une petite Ukrainienne, les prix ont baissé ».

### Une ancienne accusation de viol qui remonte à la surface
Début décembre, une affaire remontant à 1998 remonte : Jacques Bouthier avait été accusé de viol par sa femme de ménage, au domicile de Bouthier à Rosny-sous-Bois. Mais l'affaire avait été classée sans suite à l'époque.

### Remise en liberté sous contrôle judiciaire
Le 21 mars 2023, Jacques Bouthier est remis en liberté sur ordre d'un juge d'instruction [Qui ?]. Le parquet de Paris fait appel de cette décision mais la cour d'appel de Paris valide la décision du juge avec une caution de 500 000 euros. Il a interdiction de quitter le territoire français. Cette remise en liberté provoque une manifestation devant l'ambassade de France au Maroc.

## Réactions
Le groupe Vilavi annonce le 22 juin 2022 avoir déclenché un audit à la suite des quatre plaintes déposées, qui impliquent dans un premier temps douze personnes de l'entreprise, mais vraisemblablement davantage.
Le 24 juin 2022, son avocate déplore le « traitement médiatique » du dossier et les « reportages fallacieux ».

## Pour approfondir